# Тавијано (Лече)
Тавијано (итал. Taviano) је насеље у Италији у округу Лече, региону Апулија.
Према процени из 2011. у насељу је живело 11560 становника. Насеље се налази на надморској висини од 52 м.

## Становништво
Према резултатима пописа становништва 2011. у општини је живело 12.492 становника.
| 1931. | 1936. | 1951. | 1961. | 1971. | 1981.  | 1991.  | 2001.  | 2011.  |
| ----- | ----- | ----- | ----- | ----- | ------ | ------ | ------ | ------ |
| 6.618 | 6.928 | 8.397 | 8.985 | 9.736 | 11.316 | 12.322 | 12.506 | 12.492 |